# Новый Львов

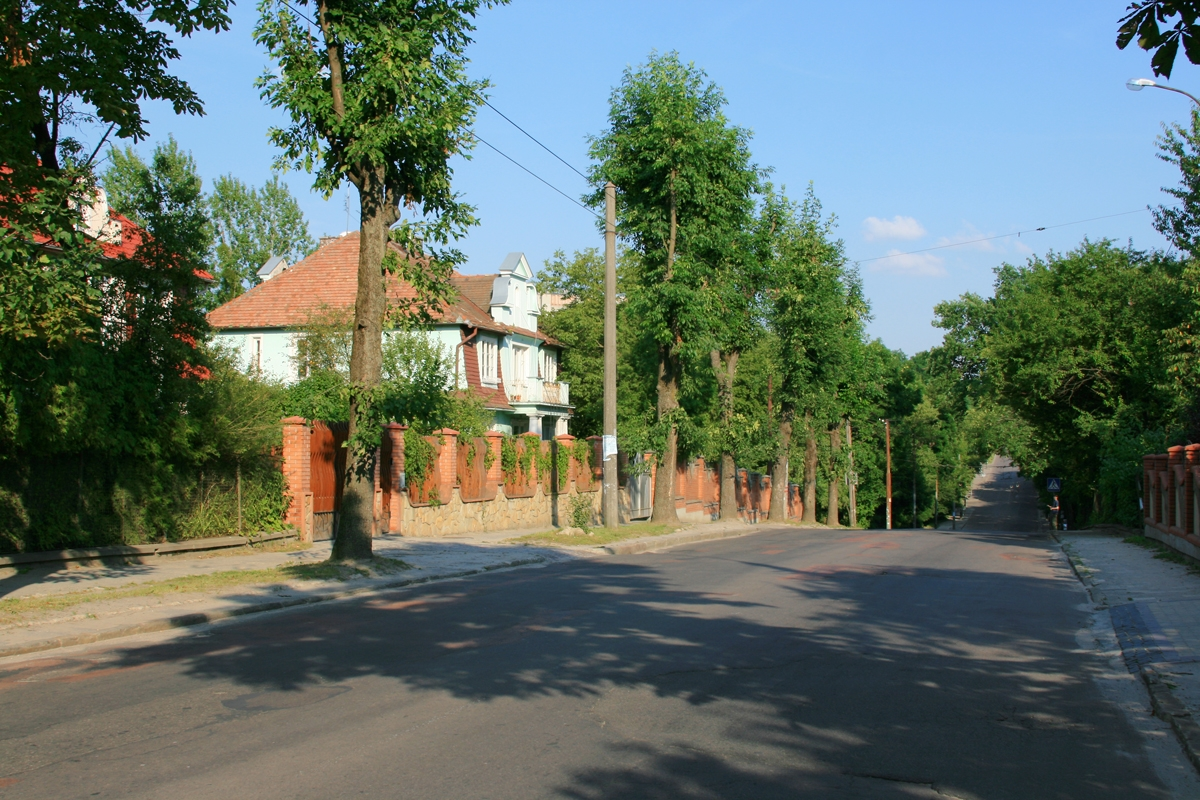
Улица Панаса Мирного

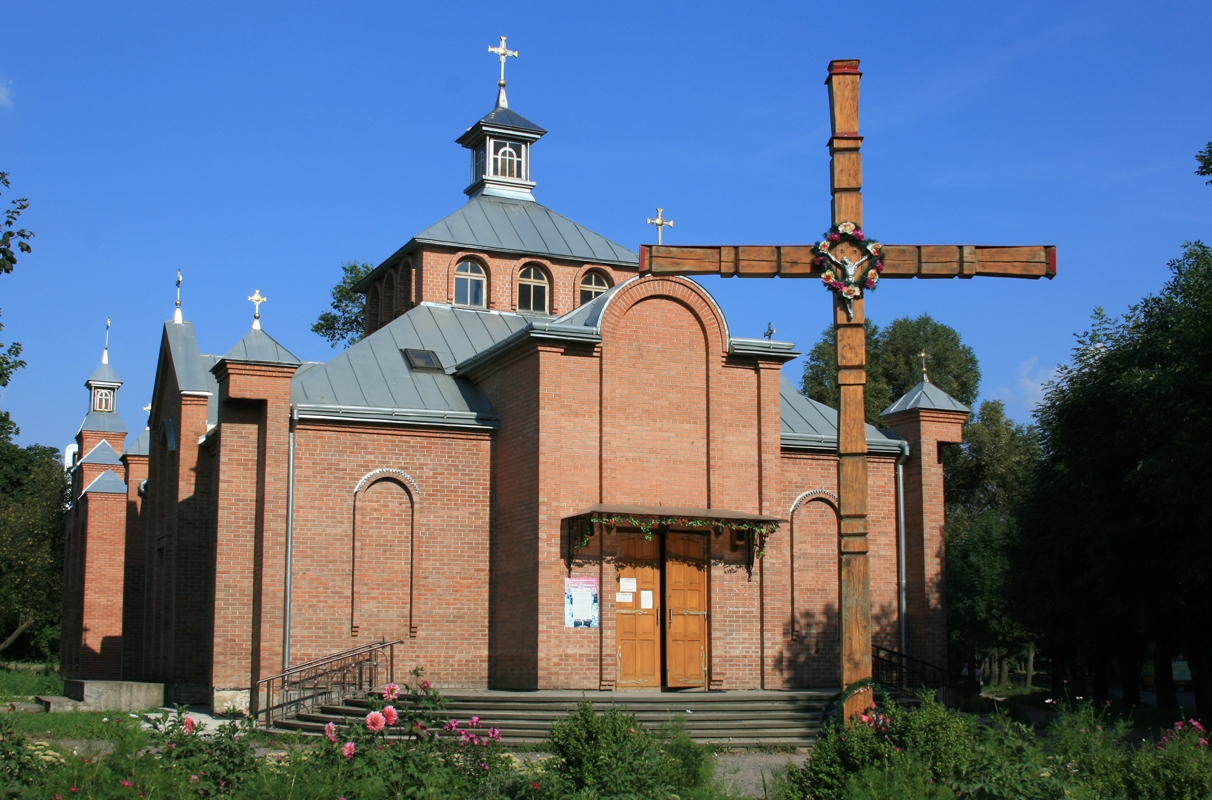
Церковь Святых Кирилла и Мефодия (УГКЦ)

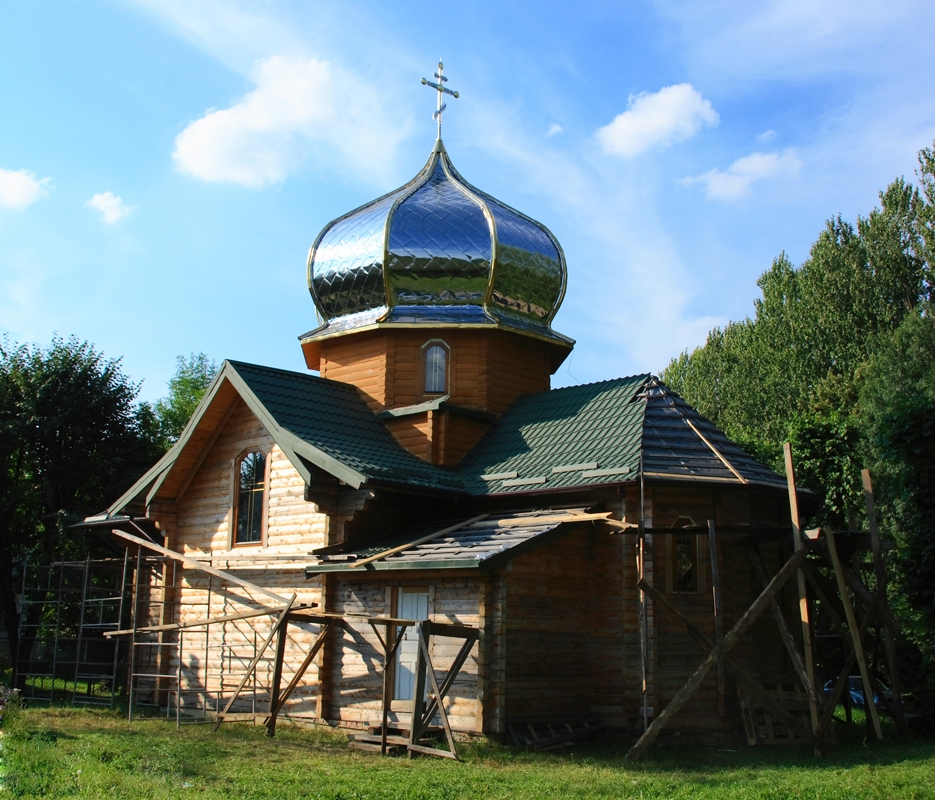
Церковь Введения Богородицы во Храм (ПЦУ)

Памятник Юрию Великановичу

Но́вый Львов (укр. Новий Львів) — местность во Львове (Украина), находится в Сыховском районе. При Польше на пересечении улиц Стуса и Героев Крут находился фольварок Красучин. Многие улицы в этой местности в польский период имели названия польских городов и регионов: Гданьская, Виленская, Гнезненская, Тешинская, Мазовецкая, Кашубская, Шлёнская (Силезская) и т. д.
Центральную часть города с Новым Львовом связывал троллейбусный маршрут № 1, который проходил по ул. Тернопольской (назад: ул. Угорской — ул. Карбышева) — ул. Панаса Мирного — ул. Энергетической. Сейчас этот маршрут закрыт в связи со строительством первой очереди трамвая, который свяжет Сихов с центром города.

## Улицы
- Улица Энергетическая (с 1955 года; прежде с 1929 — улица Над Оврагом).
- Улица Панаса Мирного (с 1946 года в честь украинского писателя; прежде — с 1929 — Собственная крыша).
- Улица Угорская (Венгерская, с 1925 года).
- Улица Листопадная, названная так 1950 года. С 1939 она имела название Гродинского.
- Улица Танячкевича, (с 1993 года; с 1959 — Велосипедная).
- Улица Карбышева (с 1974 года в честь русского советского военного деятеля; прежде с 1932 — Красучинская).
- Улица Литвиненко (с 1993 года. До 1939 состояла из двух частей: Гнезненской и Виленской. Гнезненская с 1946 — Линейная, Виленская с 1950 — Вильнюсская, с 1958 присоединена к Линейной. В 1964 Линейная переименована в улицу Тореза).
- Улица Тернопольская (с 1946 года). Три части улицы в разные времена назывались Торуньская (с 1936, Тешинская (с 1933), Познанская (с 1931), последняя улица с 1963 имела название Новотка.
- Улица Героев Крут (с 1993 года; прежде с 1921 — Гданьская, с 1963 — Дружбы).
- Улица Кибальчича (с 1992 года; с 1933 — Шлёнская, с 1946 — Барбюса).
- Улица Запорожская (с 1950 года. С 1938 — Мазовецкая).
- Улица Тиверская (с 1950 года в честь восточнославянского племенного союза. Прежнее название — Кашубская в честь этнографической группы поляков, было с 1933 года).
- Улица Литовская (с 1933 года).
- Улица Мишуги (с 1993 года; прежде: с 1933 — Поморская, с 1977 — Великановича).

## Примечательные сооружения
- На улице Мишуги сохранился памятник западноукраинскому коммунисту-интернационалисту Юрию Великановичу, участнику гражданской войны в Испании, чье имя улица носила в 1977—1993 годах.
- Тернопольская, 38. При СССР издательство «Слава Родины», сейчас здесь государственное издательство «Армия Украины».
- Угорская, 1. Церковь Кирилла и Мефодия (УГКЦ, современной постройки).
- Угол улиц Запорожской и Мишуги. Церковь Введения Богородицы во Храм (ПЦУ, современной постройки).